# Formes de l'origami
Les formes de l'origami sont les différentes manières employées pour obtenir des modèles spécifiques de pliages en papier. De l'origami traditionnel au box pleating, ces pliages ont recours à des techniques particulières des plus simples aux plus complexes, issus des différentes traditions originaires du Japon, de Chine ou d'Europe.

## Origami traditionnel
L'origami traditionnel concerne les plus anciens pliages connus depuis, au moins le XIIe siècle, et diffusés dans les premiers traités sur l'origami dès le XVIe siècle et après. Il s'agit autant de pliages japonais qu'européens, dont les plus anciens servaient à des cérémonies.
Ce sont, pour le Japon, le noschi, un élément décoratif destiné à envelopper les présents, les papillons ocho et mecho destinés aux cérémonies de mariage, la grue, la grenouille, le cube modulaire.
En Europe, le plus ancien origami connu est le bateau de papier aussi utilisé en chapeau, dont une reproduction gravée est identifiée dans un traité de 1490 De Sphaera Mundi. L'un des plus célèbres et des plus anciens est la pajarita, aussi connue sous le nom de cocotte en papier, dont l'origine serait espagnole. 

### Origami 22,5
De l'origami traditionnel, qui a fait apparaître les bases classiques de l'origami, un mouvement a dérivé qui consiste à concevoir les modèles à partir de bases dont les angles entre les plis concourants sont des multiples entiers de 22°5 (soit un seizième de tour, ou encore π/8 radian), de façon à avoir les angles qui s'obtiennent facilement en subdivisant des angles en deux.

### Box-pleating
La méthode du box-pleating, inventée par Neal Elias, consiste à plier une grille sur sa feuille puis à utiliser cette grille pour construire plus facilement les formes souhaitées. Elle se différencie de la méthode classique basée sur les divisions par deux des côtés et des angles.

## Froissing

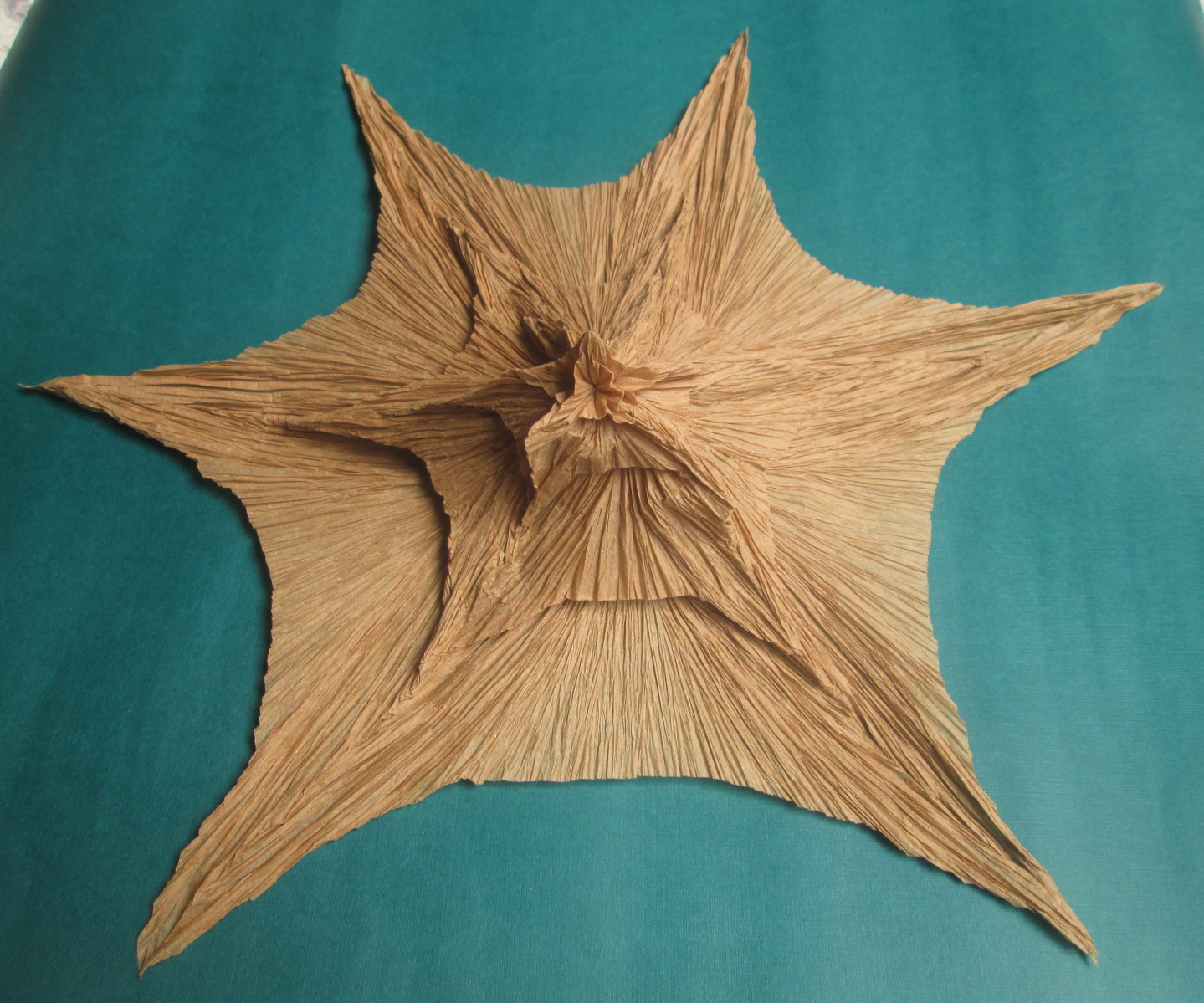
Exemple de Froissing : Artichaut par Vincent Floderer.

Le froissing est une technique, diffusée principalement par Vincent Floderer, qui consiste à froisser le papier pour lui donner un aspect plus organique avant de lui donner forme.

## Aerogami
L'Avion de papier est une forme de l'origami qui consiste à faire des pliages ayant la fonctionnalité de planer.

## Cubeecraft
Le cubeecraft consiste à réaliser des personnages de papier, de forme cubique.

## Assemblage
Un assemblage en origami est un  modèle obtenu en pliant plusieurs éléments, puis en les assemblant.

### L'origami composé
Un origami composé est un modèle qui sera constitué de la réunion de formes pliées indépendamment, par exemple la tête et le corps d'un animal.

### Origami modulaire
L'origami est un assemblage constitué de plusieurs unités de bases, dont le nombre de formes est en nombre limité (par exemple il peut y en avoir un seul, deux différents suivant la chiralité, ou un troisième pour faire les jointures), pliées en grand nombre, puis à les assembler.

#### Kusudama

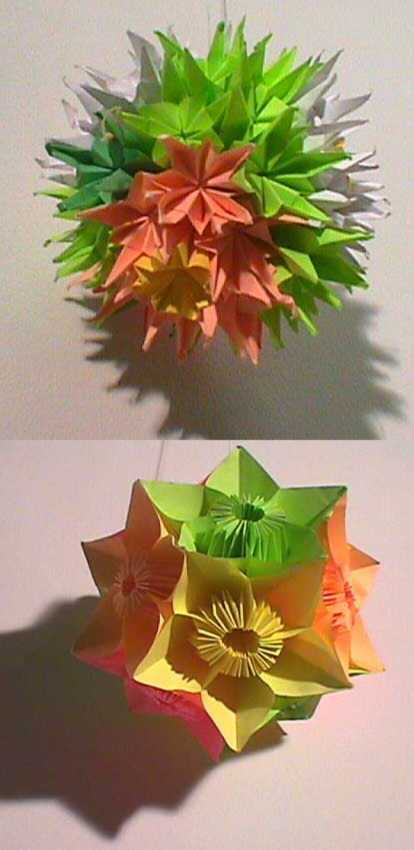
Kusudama

Le kusudama est une forme d'origami modulaire, où le modèle va avoir une forme sphérique et sera traditionnellement décoré à l'aide de perles et suspendu.

## Tessellation

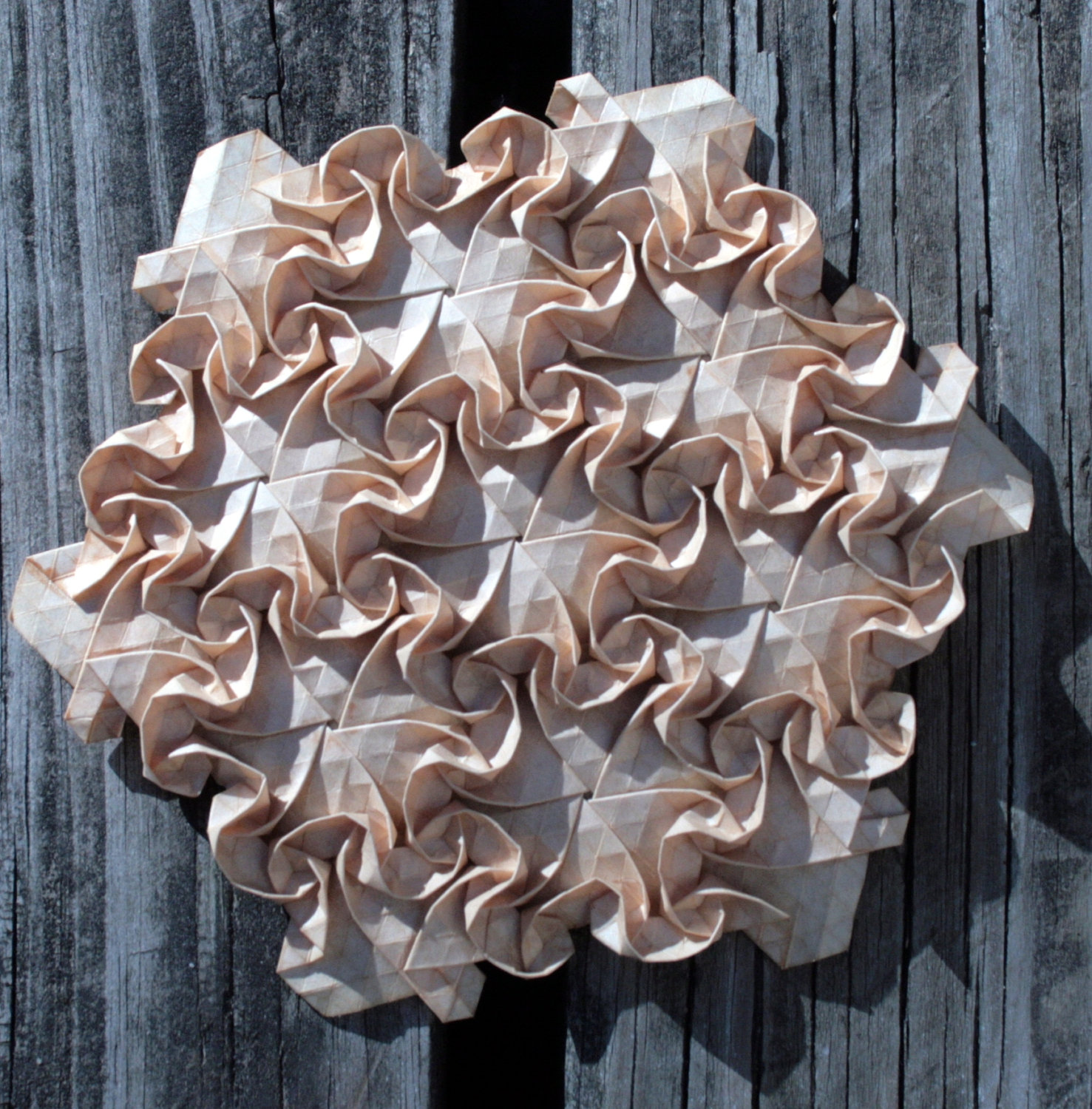
Tessellation par Joel Cooper

En origami, la tessellation consiste à créer des motifs répétés en relief par pliage. Cette forme de l'origami fut mise au point dans les années 1960 par Shuzo Fujimoto, auteur de plusieurs ouvrages sur le sujet. Si la tessellation consiste à créer des origamis géométriques en deux dimensions, certains origamistes intègrent dans leurs créations des motifs en tessellation dans des pliages réalistes, pour figurer, par exemple, les écailles de la carapace de la tortue ou du pangolin (chez Éric Joisel), ou du poisson (chez Robert J. Lang, pour sa carpe Koi).

## Origami minimaliste

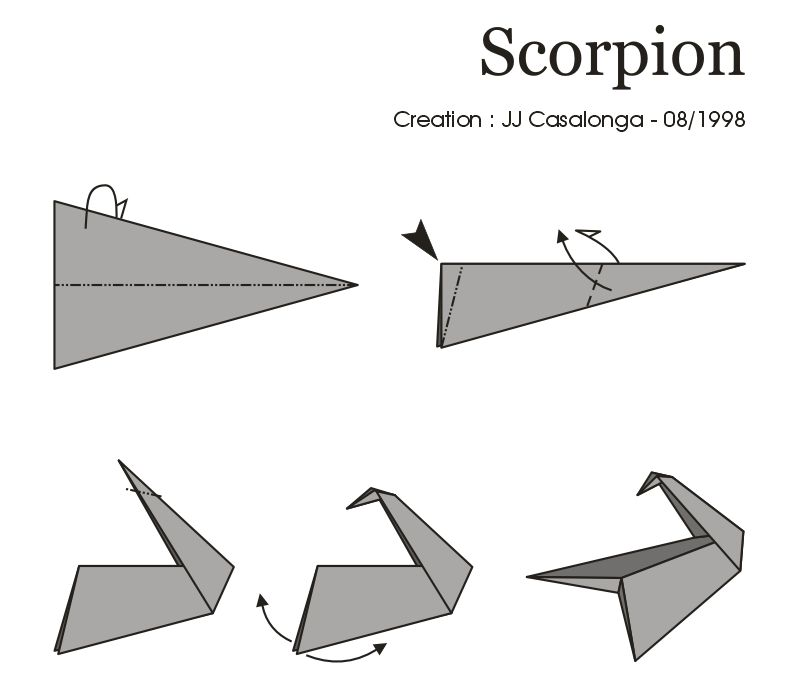
Scorpion réalisé en quatre plis

L'origami minimaliste consiste à réaliser un pliage en utilisant un minimum de plis. Il est l'opposé de l'origami extrême qui vise à réaliser des pliages complexes aux rendus hyperréalistes. Le nombre de plis maximum n'est pas fixé, chaque créateur se fixe une limite. En général, cette limite est de 4 ou 5 plis. Bien que le format généralement employé soit la feuille de papier carré, il est possible de partir d'une autre forme. Jeannine Moseley a conçu un alphabet complet (lettres majuscules et minuscules, chiffres), chaque lettre étant réalisée en moins de cinq plis.
- Les plis vallée et montagne comptent pour un pli.
- Les plis renversés (internes et externes) sont, selon le créateur, parfois comptabilisés comme un, ou comme 2 plis.
- Les marques de plis ne sont pas comptabilisées.
- Les plis écrasés comptent pour deux plis.
- Certains créateurs ajoutent un au nombre de plis, si la forme initiale est un rectangle (car on peut partir d'un carré, et arriver au rectangle avec un pli).

## Pureland
Le pureland regroupe les pliages fait uniquement à partir de plis simples (les pli vallée et plis montagne), c'est-à-dire qu'à chaque étape, on ne fait presque que plier en deux.